# Atletismo nos Jogos Olímpicos de Verão de 2020 - 400 m feminino
O evento dos 400 metros rasos feminino nos Jogos Olímpicos de Verão de 2020 ocorreu entre os dias 3 e 6 de agosto no Estádio Olímpico. Esperava-se que aproximadamente cinquenta atletas participassem.

## Qualificação
Um Comitê Olímpico Nacional (CON) pode inscrever até 3 atletas no evento feminino de 400 metros desde que todos as atletas atendam ao padrão de inscrição ou se classificarem pelo ranking durante o período de qualificação (o limite de 3 está em vigor desde o Congresso Olímpico de 1930). O tempo padrão a qualificação é 51.35 segundos. Este padrão foi "estabelecido com o único propósito de qualificar atletas com desempenhos excepcionais incapazes de se qualificar através do caminho do Ranking Mundial da IAAF". O ranking mundial, baseado na média dos cinco melhores resultados do atleta durante o período de qualificação e ponderado pela importância do evento, foi usado para qualificar os atletas até que o limite de 48 fosse alcançado.
O período de qualificação foi originalmente de 1 de maio de 2019 a 29 de junho de 2020. Devido à pandemia de COVID-19, este período foi suspenso de 6 de abril de 2020 a 30 de novembro de 2020, com a data de término estendida para 29 de junho de 2021. O início do período do ranking mundial a data também foi alterada de 1 de maio de 2019 para 30 de junho de 2020; as atletas que atingiram o padrão de qualificação naquela época ainda estavam qualificados, mas aqueles que usavam as classificações mundiais não seriam capazes de contar os desempenhos durante esse tempo. Os padrões de tempo de qualificação podem ser obtidos em várias competições durante o período determinado que tenham a aprovação da IAAF. Tanto competições ao ar livre quanto em recinto fechado eram elegíveis para a qualificação. Os campeonatos continentais mais recentes podem ser contados no ranking, mesmo que não durante o período de qualificação.
Os CONs também podem usar sua vaga de universalidade – cada CON pode inscrever uma atleta independentemente do tempo, se não houver nenhuma atleta que atenda ao padrão de entrada a um evento de atletismo – nos 400 metros.

## Formato
O evento continua a usar o formato de três fases principais introduzido em 2012. São 6 baterias iniciais, com as 3 primeiras colocadas em cada bateria e os 6 melhores tempos no geral avançando para as semifinais. Foram 3 semifinais, com as 2 primeiras colocadas em cada semifinal e os próximos 2 tempos gerais avançando para a final.

## Calendário
Horário local (UTC +9)
| 3 de agosto   | 4 de agosto | 6 de agosto |
| 9:45          | 19:30       | 21:35       |
| ------------- | ----------- | ----------- |
| Eliminatórias | Semifinais  | Final       |

## Medalhistas
| Ouro   | BAH Shaunae Miller-Uibo |
| Prata  | DOM Marileidy Paulino   |
| Bronze | USA Allyson Felix       |

## Recordes
| Tipo             | Atleta           | Tempo | Local    | Data                 |
| ---------------- | ---------------- | ----- | -------- | -------------------- |
| Recorde mundial  | Marita Koch      | 47.60 | Canberra | 6 de outubro de 1985 |
| Recorde olímpico | Marie-José Pérec | 48.25 | Atlanta  | 29 de julho de 1996  |

### Por região
| Área                               | Tempo | Atleta              | Nação             |
| ---------------------------------- | ----- | ------------------- | ----------------- |
| África                             | 48.54 | Christine Mboma     | Namíbia           |
| Ásia                               | 48.14 | Salwa Eid Naser     | Bahrein           |
| Europa                             | 47.60 | Marita Koch         | Alemanha Oriental |
| América do Norte, Central e Caribe | 48.37 | Shaunae Miller-Uibo | Bahamas           |
| Oceania                            | 48.63 | Cathy Freeman       | Austrália         |
| América do Sul                     | 49.64 | Ximena Restrepo     | Colômbia          |

## Resultados

### Eliminatórias
Regras de qualificação: as 3 primeiras atletas em cada bateria (Q) e os seguintes 6 tempos mais rápidos (q) avançam as semifinais.

#### Bateria 1
| Pos. | Raia | Atleta               | CON           | Reação | Tempo | Notas |
| ---- | ---- | -------------------- | ------------- | ------ | ----- | ----- |
| 1    | 2    | Shaunae Miller-Uibo  | BAH Bahamas   | 0.132  | 50.50 | Q     |
| 2    | 6    | Roxana Gómez         | CUB Cuba      | 0.182  | 50.76 | Q, =  |
| 3    | 7    | Sada Williams        | BAR Barbados  | 0.154  | 51.36 | Q,    |
| 4    | 8    | Aliyah Abrams        | GUY Guiana    | 0.160  | 51.44 | q,    |
| 5    | 5    | Kyra Constantine     | CAN Canadá    | 0.167  | 51.69 | q     |
| 6    | 3    | Anita Horvat         | SLO Eslovênia | 0.185  | 52.34 |       |
| 7    | 4    | Patience Okon George | NGR Nigéria   | 0.187  | 52.41 |       |

#### Bateria 2
| Pos. | Raia | Atleta           | CON                | Reação | Tempo | Notas     |
| ---- | ---- | ---------------- | ------------------ | ------ | ----- | --------- |
| 1    | 3    | Jodie Williams   | GBR Grã-Bretanha   | 0.170  | 50.99 | Q         |
| 2    | 4    | Quanera Hayes    | USA Estados Unidos | 0.175  | 51.07 | Q         |
| 3    | 7    | Cátia Azevedo    | POR Portugal       | 0.155  | 51.26 | Q         |
| 4    | 5    | Lisanne de Witte | NED Países Baixos  | 0.172  | 51.68 | q,        |
| 5    | 6    | Bendere Oboya    | AUS Austrália      | 0.172  | 52.37 |           |
| —    | 2    | Amantle Montsho  | BOT Botsuana       | 0.125  | DNF   |           |
| —    | 8    | Meleni Rodney    | GRN Granada        | 0.196  | DNF   |           |
| —    | 9    | Aliya Boshnak    | JOR Jordânia       | 0.238  | DSQ   | TR 17.3.1 |

#### Bateria 3
| Pos. | Raia | Atleta            | CON                 | Reação | Tempo          | Notas                |
| ---- | ---- | ----------------- | ------------------- | ------ | -------------- | -------------------- |
| 1    | 4    | Allyson Felix     | USA Estados Unidos  | 0.168  | 50.84          | Q                    |
| 2    | 2    | Roneisha McGregor | JAM Jamaica         | 0.180  | 51.14 (51.138) | Q                    |
| 3    | 6    | Lada Vondrová     | CZE República Checa | 0.182  | 51.14 (51.139) | Q,                   |
| 4    | 3    | Ama Pipi          | GBR Grã-Bretanha    | 0.126  | 51.17          | q                    |
| 5    | 7    | Tiffani Marinho   | BRA Brasil          | 0.210  | 52.11          |                      |
| 6    | 8    | Leni Shida        | UGA Uganda          | 0.201  | 52.48          |                      |
| 7    | 5    | Samantha Dirks    | BIZ Belize          | 0.177  | 54.16          | Recorde da temporada |
| 8    | 9    | Tetyana Melnyk    | UKR Ucrânia         | 0.179  | 54.99          |                      |

#### Bateria 4
| Pos. | Raia | Atleta            | CON              | Reação | Tempo | Notas                |
| ---- | ---- | ----------------- | ---------------- | ------ | ----- | -------------------- |
| 1    | 5    | Candice McLeod    | JAM Jamaica      | 0.202  | 51.09 | Q                    |
| 2    | 6    | Amandine Brossier | FRA França       | 0.171  | 51.65 | Q                    |
| 3    | 7    | Susanne Walli     | AUT Áustria      | 0.209  | 52.19 | Q                    |
| 4    | 3    | Corinna Schwab    | GER Alemanha     | 0.155  | 52.29 |                      |
| 5    | 9    | Irini Vasiliou    | GRE Grécia       | 0.164  | 53.16 |                      |
| 6    | 4    | Galefele Moroko   | BOT Botsuana     | 0.202  | 55.89 | Recorde da temporada |
| —    | 8    | Nicole Yeargin    | GBR Grã-Bretanha | 0.182  | DSQ   | TR 17.3.1            |
| —    | 2    | Cynthia Bolingo   | BEL Bélgica      | —      | DNS   |                      |

#### Bateria 5
| Pos. | Raia | Atleta                  | CON          | Reação | Tempo | Notas |
| ---- | ---- | ----------------------- | ------------ | ------ | ----- | ----- |
| 1    | 3    | Stephenie Ann McPherson | JAM Jamaica  | 0.138  | 50.89 | Q     |
| 2    | 4    | Natalia Kaczmarek       | POL Polônia  | 0.150  | 51.06 | Q     |
| 3    | 5    | Paola Morán             | MEX México   | 0.162  | 51.18 | Q,    |
| 4    | 6    | Phil Healy              | IRL Irlanda  | 0.158  | 51.98 |       |
| 5    | 8    | Hellen Syombua          | KEN Quênia   | 0.221  | 52.70 |       |
| 6    | 2    | Agnė Šerkšnienė         | LTU Lituânia | 0.172  | 52.78 |       |
| 7    | 7    | Natassha McDonald       | CAN Canadá   | 0.161  | 53.54 |       |

#### Bateria 6
| Pos. | Raia | Atleta                | CON                      | Reação | Tempo | Notas                |
| ---- | ---- | --------------------- | ------------------------ | ------ | ----- | -------------------- |
| 1    | 2    | Marileidy Paulino     | DOM República Dominicana | 0.184  | 50.06 | Q                    |
| 2    | 6    | Wadeline Jonathas     | USA Estados Unidos       | 0.209  | 50.93 | Q                    |
| 3    | 4    | Lieke Klaver          | NED Países Baixos        | 0.200  | 51.37 | Q                    |
| 4    | 7    | Aauri Bokesa          | ESP Espanha              | 0.235  | 51.89 | q,                   |
| 5    | 9    | Eleni Artymata        | CYP Chipre               | 0.224  | 51.91 | q                    |
| 6    | 8    | Barbora Malíková      | CZE República Checa      | 0.195  | 52.83 |                      |
| 7    | 3    | Shalysa Wray          | CAY Ilhas Cayman         | 0.216  | 53.61 |                      |
| 8    | 5    | Christine Botlogetswe | BOT Botsuana             | 0.214  | 53.99 | Recorde da temporada |

### Semifinais
Regra de qualificação: as duas primeiras colocadas de cada bateria (Q) mais os seguintes dois tempos mais rápidos (q) se qualificam a final.

#### Semifinal 1
| Pos. | Raia | Atleta            | CON                      | Reação | Tempo | Notas            |
| ---- | ---- | ----------------- | ------------------------ | ------ | ----- | ---------------- |
| 1    | 5    | Marileidy Paulino | DOM República Dominicana | 0.172  | 49.38 | Q,               |
| 2    | 7    | Candice McLeod    | JAM Jamaica              | 0.162  | 49.51 | Q,               |
| 3    | 4    | Roxana Gómez      | CUB Cuba                 | 0.168  | 49.71 | q,               |
| 4    | 6    | Quanera Hayes     | USA Estados Unidos       | 0.153  | 49.81 | q                |
| 5    | 3    | Eleni Artymata    | CYP Chipre               | 0.191  | 50.80 | Recorde nacional |
| 6    | 9    | Susanne Walli     | AUT Áustria              | 0.224  | 51.52 | Recorde pessoal  |
| 7    | 2    | Ama Pipi          | GBR Grã-Bretanha         | 0.140  | 51.59 |                  |
| 8    | 8    | Lada Vondrová     | CZE República Checa      | 0.183  | 51.62 |                  |

#### Semifinal 2
| Pos. | Raia | Atleta              | CON                | Reação | Tempo | Notas                |
| ---- | ---- | ------------------- | ------------------ | ------ | ----- | -------------------- |
| 1    | 6    | Shaunae Miller-Uibo | BAH Bahamas        | 0.155  | 49.60 | Q                    |
| 2    | 5    | Jodie Williams      | GBR Grã-Bretanha   | 0.136  | 49.97 | Q,                   |
| 3    | 4    | Roneisha McGregor   | JAM Jamaica        | 0.181  | 50.34 |                      |
| 4    | 7    | Wadeline Jonathas   | USA Estados Unidos | 0.189  | 50.51 |                      |
| 5    | 9    | Paola Morán         | MEX México         | 0.168  | 51.06 | Recorde da temporada |
| 6    | 8    | Lieke Klaver        | NED Países Baixos  | 0.208  | 51.37 |                      |
| 7    | 2    | Aliyah Abrams       | GUY Guiana         | 0.137  | 51.46 |                      |
| 8    | 3    | Aauri Bokesa        | ESP Espanha        | 0.194  | 51.57 | Recorde pessoal      |

#### Semifinal 3
| Pos. | Raia | Atleta                  | CON                | Reação | Tempo | Notas            |
| ---- | ---- | ----------------------- | ------------------ | ------ | ----- | ---------------- |
| 1    | 5    | Stephenie Ann McPherson | JAM Jamaica        | 0.134  | 49.34 | Q,               |
| 2    | 6    | Allyson Felix           | USA Estados Unidos | 0.179  | 49.89 | Q,               |
| 3    | 8    | Sada Williams           | BAR Barbados       | 0.167  | 50.11 | Recorde nacional |
| 4    | 4    | Natalia Kaczmarek       | POL Polônia        | 0.165  | 50.79 |                  |
| 5    | 3    | Kyra Constantine        | CAN Canadá         | 0.177  | 51.22 |                  |
| 6    | 7    | Amandine Brossier       | FRA França         | 0.170  | 51.30 |                  |
| 7    | 9    | Cátia Azevedo           | POR Portugal       | 0.146  | 51.32 |                  |
| 8    | 2    | Lisanne de Witte        | NED Países Baixos  | 0.178  | 52.09 |                  |

### Final
A final foi disputada em 6 de agosto, às 21:35 locais.
| Pos.              | Raia | Atleta                  | CON                      | Reação | Tempo | Notas                |
| ----------------- | ---- | ----------------------- | ------------------------ | ------ | ----- | -------------------- |
| Medalha de ouro   | 7    | Shaunae Miller-Uibo     | BAH Bahamas              | 0.162  | 48.36 | Recorde da América   |
| Medalha de prata  | 5    | Marileidy Paulino       | DOM República Dominicana | 0.176  | 49.20 | Recorde nacional     |
| Medalha de bronze | 9    | Allyson Felix           | USA Estados Unidos       | 0.158  | 49.46 | Recorde da temporada |
| 4                 | 6    | Stephenie Ann McPherson | JAM Jamaica              | 0.131  | 49.61 |                      |
| 5                 | 4    | Candice McLeod          | JAM Jamaica              | 0.152  | 49.87 |                      |
| 6                 | 8    | Jodie Williams          | GBR Grã-Bretanha         | 0.127  | 49.97 | =                    |
| 7                 | 2    | Quanera Hayes           | USA Estados Unidos       | 0.176  | 50.88 |                      |
| 8                 | 3    | Roxana Gómez            | CUB Cuba                 | 0.191  | DNF   |                      |

Legenda
| Recorde mundial      | Recorde mundial (World record)               |                       | Recorde africano                      | Recorde africano (African) |                                           | Q | Classificado por posição (Qualified) |
| Recorde olímpico     | Recorde olímpico (Olympic record)            | Recorde da América    | Recorde da América (Americas)         | q                          | Classificado por melhor tempo (Qualified) |   |                                      |
| Melhor marca do ano  | Melhor marca do ano (World leading)          | Recorde asiático      | Recorde asiático (Asian)              | DNS                        | Não largou (Did not start)                |   |                                      |
| Recorde nacional     | Recorde nacional (National record)           | Recorde europeu       | Recorde europeu (European)            | DNF                        | Não terminou (Did not finish)             |   |                                      |
| Recorde pessoal      | Recorde pessoal do atleta (Personal best)    | Recorde da Oceania    | Recorde da Oceania (Oceania)          | DSQ / DQ                   | Desclassificado (Disqualified)            |   |                                      |
| Recorde da temporada | Recorde da temporada do atleta (Season best) | Recorde sul-americano | Recorde sul-americano (South America) | NM                         | Sem marca (No mark)                       |   |                                      |